# Linkin Park: Live In Madrid
Linkin Park: Live In Madrid es el sexto CD/DVD lanzado por la banda californiana Linkin Park que como costumbre cuenta con un concierto en vivo de la banda en la Puerta de Alcala, en la ciudad de  Madrid

## Contenido
El DVD cuenta con 20 canciones en donde la banda está tocando en su concierto en La Puerta de Alcala en Madrid con motivos de los Premios MTV Europe Music con más de 300,000 personas escuchándoles y disfrutando temas como Papercut, In The End, Breaking The Habit y muchos más.

## Lista de canciones

### DVD
1. The Requiem - 2:04
2. Wretches and Kings - 4:21
3. Papercut - 3.25
4. New Divide - 5.01
5. Faint - 3:42
6. Empty Spaces/When They Come for Me - 5.08
7. Waiting for the End - 4-16
8. Wisdom, Justice and Love - 1.51
9. Iridescent - 4.54
10. Numb - 3:16
11. The Radiance - 2.41
12. Breaking the Habit - 3.58
13. Shadow of the Day - 4.27
14. Fallout - 1.21
15. The Catalyst - 5.43
16. The Messenger - 4.09
17. In the End - 3-38
18. What I've Done - 3.44
19. Bleed It Out/A Place For My Head - 5.05